# South Tarawa

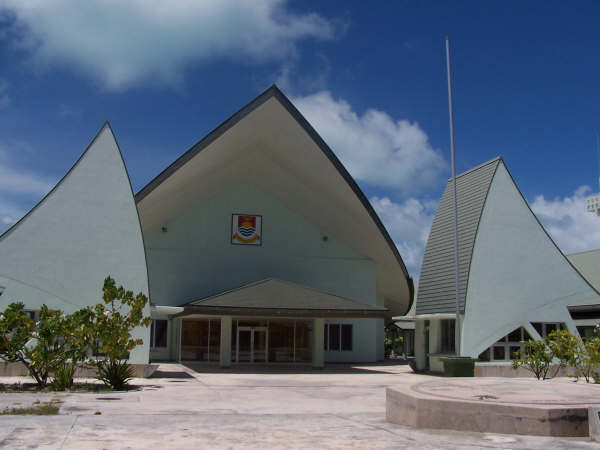
Parlamentsbyggnaden.

South Tarawa (kiribatiska och engelska: Teinainano Urban Council (TUC)) är den officiella beteckningen på huvudstaden i republiken Kiribati, och ligger på Tarawa-atollen. Teinainano betyder "längst ned på masten", med anspelning på atollens form som ett segel. 
South Tarawa består av alla de små öarna mellan Betio / South Tarawa i väster och Temaiku / Bonriki i öster. Alla de tidigare separata öarna är förbundna med vägbankar, och utgör nu en lång ö på revet längs södra sidan av Tarawalagunen. Det finns också en relativt ny utfyllning – den japanska vägen – som länkar South Tarawa till Betio längre västerut. 
På South Tarawa ligger Kiribatis lärarhögskola och ett av University of the South Pacifics campus. Det romersk-katolska stiftet och Kiribatis protestantiska kyrka ligger på South Tarawa. Den viktigaste hamnen för Tarawa finns på Betio Island.

## Bairiki
Bairiki är den sydligaste och den nionde största ön på Tarawaatollen. Staden har en liten hamn. Staden Bairiki, som numera ingår i South Tarawa, ansågs tidigare som Kiribatis huvudstad, eftersom både parlamentet och de viktigaste regeringskansliet låg där. Parlamentet har sedan flyttat till ön Ambo, halvvägs mellan södra Tarawa och Bonriki, men Bairiki är fortfarande den största administrativa centrumet i Republiken Kiribati. Vissa ministerier finns dock på Betio och Julön. 